# Hertford
Hertford – miasto w Wielkiej Brytanii, w Anglii, położone na północ od Londynu, nad rzeką Lea. Ośrodek administracyjny hrabstwa Hertfordshire.
W 2001 roku liczba mieszkańców wynosiła 24 180.
Ośrodek handlowy. Przemysł elektrotechniczny.

## Komunikacja
- W Hertford znajdują się dwie stacje kolejowe: Hertford East i Hertford North. Obie oferują połączenia do Londynu.
- Droga krajowa A414 łączy miasto z Harlow, autostradą M11 i Chelmsford na wschodzie i Hatfield, drogą krajową A1 i dalej M1 na zachodzie. Także tuż za Hertford przebiega droga krajowa A10, łącząca miasto z Londynem na południu i Cambridge na północy.
- W centrum miasta znajduje się dworzec autobusowy, oferujący połączenia do Bishop's Stortford, Waltham Cross, St. Albans, Royston, Stevenage i Heathrow

## Miasta partnerskie
- Évron, Francja
- Wildeshausen, Niemcy
- Hartford, Stany Zjednoczone